# Фьоре, Стефано
Сте́фано Фьо́ре (итал. Stefano Fiore; род. 17 апреля 1975, Козенца, Калабрия) — итальянский футболист, полузащитник. Двукратный обладатель Кубка УЕФА. Двукратный обладатель Кубка Италии. Экс-игрок сборной Италии, провёл за неё 38 матчей, забил 2 гола. Участник двух чемпионатов Европы: 2000 (финалист) и 2004.

## Карьера
Фьоре родился и вырос в итальянском городке Козенца. Профессиональную карьеру начал в 1992 году в одноимённой местной команде. Выступал в ней два сезона, на поле появлялся нечасто (11 матчей).
Затем перспективный молодой игрок привлёк внимание «Пармы». Провёл в «Парме» сезон 1994/95, не сумел закрепиться в составе (сыграл 8 матчей). «Парма» в том сезоне выиграла Кубок УЕФА. По окончании сезона Фьоре ушёл из «Пармы», недовольный нехваткой игровой практики.
Затем отыграл по сезону в клубах «Падова» и «Кьево». В «Кьево» он уже был твёрдым игроком основного состава.
Потом его решила вернуть к себе «Парма», он провёл за неё ещё два сезона — 1997/98 и 1998/99. В те годы «Парма» была одним из сильнейших клубов Италии, в ней выступали такие мастера, как Дино Баджо, Лилиан Тюрам, Ален Богоссян, Эрнан Креспо, Хуан Себастьян Верон, Роберто Нестор Сенсини, Марио Станич и др. «Парма» отлично провела сезон 1998/99, выиграв Кубок Италии и Кубок УЕФА. Фьоре не имел постоянного места в стартовом составе, но на поле появлялся довольно часто и вносил весомый вклад в успехи команды.
Летом 1999 года Фьоре перешёл из «Пармы» в «Удинезе». В «Удинезе» Фьоре выступал два сезона (1999/00, 2000/01), был лидером команды.
В 2000 году был приглашён Дино Дзоффом в сборную Италии на Евро-2000. Провёл на турнире все шесть матчей, забил 1 гол. Дошёл с командой до финала, где итальянцы проиграли французам, пропустив «золотой» гол Давида Трезеге в овертайме.
В 2001 году перешёл в «Лацио» за 20 млн евро, подписав четырёхлетний контракт. На ЧМ-2002 Фьоре не взяли из-за того, что он находился в плохой спортивной форме. В составе «Лацио» Стефано выиграл Кубок Италии 2003/04.
Играл Фьоре и на Евро-2004, но там у итальянцев, ведомых Джованни Трапаттони, дела не заладились: они заняли 3-е место в группе и не прошли в плей-офф. Стефано Фьоре появлялся на поле во всех трёх играх.
Летом 2004 года «Лацио», испытывавший финансовые проблемы, был вынужден продать Фьоре и Бернардо Корради в испанскую «Валенсию». Валенсийцев в то время тренировал Клаудио Раньери. «Валенсия» начала сезон неплохо, но затем началась чёрная полоса. Команда потерпела много поражений, вылетела из Лиги чемпионов. В феврале 2005 года Раньери был уволен. Фьоре в том сезоне находился в плохой форме, на поле выходил нечасто.
Перед началом сезона 2005/06 Фьоре, не желая более играть за «летучих мышей», перешёл на правах аренды в «Фиорентину». Он набрал хорошую форму и быстро начал играть важную роль в команде, хорошо поддерживая «из глубины» лидера атаки «фиалок» Луку Тони.

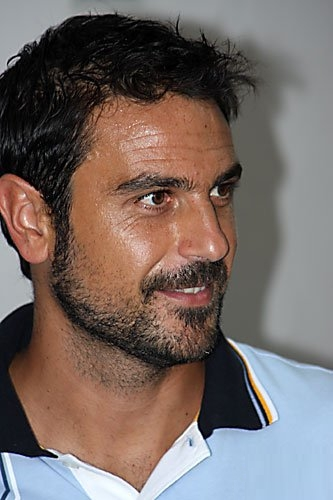
Стефано Фьоре

Однако после отличного сезона Фьоре ждали разочарования. «Фиорентина», вопреки ожидаемому, не предложила ему постоянный контракт (в то время как «Валенсия» была готова продать права на Фьоре всего за 2 млн фунтов). А тренер Марчелло Липпи не взял Фьоре на ставший в итоге победным для «скуадры адзурры» ЧМ-2006 (заметим, что Стефано выпал из «обоймы» ещё после неудачного перехода в «Валенсию», но тогда, перед мундиалем, многие ожидали возвращения игрока в сборную, чего не случилось, Фьоре так более и не призывался в сборную).
Затем карьера Фьоре резко пошла вниз. Он играл в аренде сначала в «Торино», затем в «Ливорно».
Потом его контракт с «Валенсией» наконец истёк, и он перешёл по свободному трансферу в клуб «Мантова», являющийся середняком серии B, заключив с ним однолетний контракт.
Летом 2008 года, по окончании срока контракта с «Мантовой», стал свободным агентом. На текущий момент Фьоре не сумел найти новый клуб. В качестве вариантов продолжения карьеры назывались «Реджина», швейцарская «Беллинцона», канадский «Торонто», румынский ЧФР, кипрский «Анортосис».
Весной 2009 года объявил о желании возобновить карьеру.
7 сентября 2009 года вернулся в футбол после более чем годичного перерыва, подписав трёхлетний контракт с клубом третьей итальянской лиги «Козенца» — командой из родного городка, в которой он начал свою карьеру.

## Награды
Парма
- Обладатель Кубка Италии: 1998/99
- Кубок УЕФА: 1994/95, 1998/99

Лацио
- Обладатель Кубка Италии: 2003/04

Сборная Италии
- Серебряный призёр чемпионата Европы 2000

## Личные
- Орден «За заслуги перед Итальянской Республикой» (2000)[11]